# シャピロ対トンプソン判決
シャピロ対トンプソン判決（394 U.S. 618 (1969),）はアメリカ合衆国最高裁の指導的判例の一つ。州の福祉サービスの受給に当該州に継続して居住することを要件とする立法が違憲と判断された。憲法が旅行の権利を明示的に保障していないにもかかわらず、それは憲法の他の諸権利から導出されると判示した。

## 事実関係
コネチカット州福祉局は、コネチカット州法を援用し、1966年6月にドーチェスター地区から住居を移したという理由で、19歳の妊娠中の未婚の1児の母である上告人ビビアン・マリー・トンプソンに対する扶養児童を持つ家族への援助申請を却下した。ボストン近郊在住の母親と一緒に暮らすため、マサチューセッツ州ボストン近郊のドーチェスターからコネチカット州ハートフォードへ移住したことが理由だった。母親がトンプソンを養うことができなくなったとき、彼女と幼い息子は 1966 年 8 月にハートフォードにある自分のアパートに引っ越した。トンプソンは働くことも、職業訓練プログラムに参加することもできなかった。 1966年8月に提出された彼女の援助申請は、コネチカット州法の要件である申請前1年間州に住んでいなかったという理由のみにより11月に却下された。

## 下級審
トンプソンは上記申却下を不服としてコネチカット連邦地裁（裁判官3名からなる合議体）に出訴した。同地裁は待機期間の要件は「旅行の自由を萎縮させる効果がある」という理由でコネチカット州法の規定は違憲であると判示した。また、この条項は修正第 14 条の平等保護条項に違反していると主張し、「州内に 1 年未満居住する人々に対する救済の拒否は、いかなる許容された目的にも基づいておらず、単に意図されたものであるためである。また本件州法の目的は、「率直に言って」「救援を必要とする人々の入国を阻止することで財政を保護するため」であると判示した。
本件においては新しい居住者が福祉給付を受ける前に一定の期間、特定の管轄区域に住む必要があるとする法律の合憲性が問われた。州は、この待機期間を求める理由として、他の州から自国にやって来て単なる優れた福祉給付を受けようとする市民の移住を抑止することを挙げた。しかし、裁判所は、困窮した人々の移住を抑制することが合憲でない目的であると判示した。また、州は、この要件住民が州にどれだけ貢献してきたかに基づいてサービスを割り当てる試みであり（つまり、より長い居住期間はより多くの税金を支払ってきたということを指す）と主張したが、裁判所は平等保護条項の下ではそのような割り当ては許されないと主張しした。州はまた、この要件が福祉の効率的な管理に役立ち、居住の客観的なテストを提供し、予算の計画、詐欺の最小化、および福祉を求める前に労働市場に参入することを奨励するために、州の利益に対応していると主張した。

## 最高裁の判断
憲法上の州間の自由な移動の権利に関係するため、最高裁は厳格な違憲審査基準を適用し、これらの利益のいずれも待機期間の要件を維持するには十分ではないと判断した。最高裁は、要件が予算の計画をより予測可能にする根拠がないことや、待機期間が新しい住民が労働市場に参入することを奨励する場合、同様の待機期間が既存の住民にも適用されるべきだと指摘した。また、不正受給を防止し、居住地の客観的な確認に対する関心は、より制限の少ない手段（たとえば、定期的に福祉受給者に電話をかけるなど）でよりよく果たされる可能性があると最高裁は判示した。
最後に、最高裁は議会が待機期間を承認したという主張を議会は平等保護条項の違反を承認する権限を持っていないからとう理由で退けた。
また、Saenz v. Roe（1999年）において、裁判所は第14修正の特権または免除条項に基づく旅行の権利を再確認した。ウォーレン首席裁判官とブラック裁判官が反対意見を執筆している。彼らは、商業条項の下で議会はこれらの制約を承認する権限を持っており、合理的な根拠があれば適切な州の利益だけが必要であり、強制的な利益との必要な関係は必要ないと主張した。ハーラン裁判官も反対意見を執筆し、迫切した利益と法律との間の合理的な関係の要件が中間審査の一例であると主張した。